# Chris Gelbmann
Chris Gelbmann (né le 27 avril 1972) est un auteur-compositeur-interprète autrichien. 
Inspiré par Bob Dylan, Jim Croce, JJ Cale, Nick Drake, Cat Stevens et de nombreux autres artistes, il commença sa carrière d'auteur-compositeur-interprète à l'âge de 13 ans. Il lui fallut presque 20 ans pour enregistrer son premier album "The Pink Beast Of Love", qui fut publié en Autriche le 7 octobre 2005. Le titre de l'album provient de l'auteur américain Tom Robbins.
Le talent musical de Chris Gelbmann le mena aussi dans les coulisses de la scène musicale où il réalisa de nombreux projets avec des artistes tels que André Heller, Brian Eno, The Walkabouts, Xavier Naidoo, Thomas D, Hans Platzgumer, Stefan Sagmeister et bien d'autres encore. 

## Discographie
Album : The Pink Beast of Love (7.10.05) Buntspecht
Single : Love Is Easy  (1995) Bourbon Records